# فيرن فليمنغ
فيرن فليمنغ (بالإنجليزية: Vern Fleming) مواليد 4 فبراير 1962 في نيويورك، هو لاعب كرة سلة أمريكي سابق بدأ مسيرته الاحترافية في سنة 1984 ويحمل الرقم 10. يبلغ طوله 6 قدم 5 بوصة (2.0 م). اعتزل اللعب في 1997.

## فرق لعب لها
- إنديانا بايسرز
- بروكلين نتس
- ليموج سي إس بي

## الميداليات
| الميدالية | المسابقة                       |
| --------- | ------------------------------ |
| ذهبية     | الألعاب الأولمبية الصيفية 1984 |

## روابط خارجية
- فيرن فليمنغ على موقع الاتحاد الدولي لكرة السلة (الإنجليزية)
- فيرن فليمنغ على موقع إن بي أي (الإنجليزية)
- فيرن فليمنغ على موقع سبورتس رفرنس (الإنجليزية)
- فيرن فليمنغ على موقع كلية كرة السلة في سبورتس رفرنس.كوم (الإنجليزية)
- فيرن فليمنغ على موقع ريلجم (الإنجليزية)
- فيرن فليمنغ على موقع بروبوليرز (الإنجليزية)
- فيرن فليمنغ على موقع سبورتس رفرنس (الإنجليزية)
- فيرن فليمنغ على موقع سبورتس رفرنس (الإنجليزية)
- فيرن فليمنغ على موقع أوليمبيديا (الإنجليزية)